# 阿卜德卡德·格扎尔
阿卜德卡德·穆罕默德·格扎尔（阿拉伯语：عبد القادر غزال，1984年12月5日—）是一名在法国出生的阿尔及利亚裔足球运动员，司职前锋，目前效力意大利足球甲级联赛的巴里。

## 俱乐部生涯
格扎尔在法国的一些小规模足球俱乐部开始他的职业生涯。在2005年，他搬到意大利居住，并加入克罗托内。在那里他突破了自己，在意大利足球丙一级联赛的07至08赛季为球队攻入20球，协助球队升上意大利足球乙级联赛。
在2008年6月13日，格扎尔和意大利足球甲级联赛的热那亚。其后，俱乐部马上把他外借到意大利足球乙级联赛的球队。为此，他在2008年7月2日转投另一间意甲俱乐部锡耶纳。当时，两间俱乐部各有加扎尔一半的拥有权。
在2010年7月1日，格扎尔和巴里签订4年合约。

## 国家队生涯
在2008年10月23日，在锡耶纳的官方网站中，格扎尔宣布在和阿尔及利亚国家足球队主教练拉巴·萨阿丹倾谈过后，他决定代表阿尔及利亚在国际比赛中上阵。由于格扎尔在法国出生，因此他也可以选择代表法国上阵。
在2008年11月12日，格扎尔应主教练拉巴·萨阿丹的征召，在2008年11月18日一场于法国鲁昂举行的友谊赛中上阵，对手是马里。
在2009年2月11日，格扎尔射入他在国家队的首个入球，协助国家队以2-1击败贝宁。
在2010年世界杯足球赛的分组赛C组中，格扎尔上阵了2次。不过在对斯洛文尼亚的一仗中，他仅仅上阵了14分钟就领了两黄一红牌被驱逐离场。

### 为国家队攻入的球
| #  | 日期           | 地点             | 对手   | 最终比分 | 比赛结果 | 比赛性质                    |
| -- | -------------- | ---------------- | ------ | -------- | -------- | --------------------------- |
| 1. | 2009年2月11日  | 阿尔及利亚卜利达 |        | 2-1      | 胜出     | 友谊赛                      |
| 2. | 2009年6月7日   | 阿尔及利亚卜利达 | 埃及   | 3-1      | 胜出     | 2010年世界杯资格赛 (非洲区) |
| 3. | 2009年10月11日 | 阿尔及利亚卜利达 | 卢旺达 | 3-1      | 胜出     | 2010年世界杯资格赛 (非洲区) |